# Caramelero
Heliodoro Álvarez González (El Bierzo, España 26 de marzo de 1908-1938), más conocido como Caramelero, fue un futbolista español que se desempeñó como delantero.

## Trayectoria
Comenzó su carrera en el Club Zabala, filial del Real Oviedo F. C. El 20 de febrero de 1927, debutó en partido oficial con el Oviedo de la mano de Fred Pentland frente al Club Fortuna de Gijón logrando un triplete. Con el equipo oviedista disputó 58 encuentros oficiales en los que realizó 55 goles —entre Segunda División y el Campeonato Regional de Asturias— hasta 1930, año en el que fichó por la Real Sociedad de Foot-ball que competía en Primera División, donde tan solo disputó siete partidos y logrando tres goles en el Campeonato Regional de Guipúzcoa.